# Lampides limes
Lampides limes är en fjärilsart som beskrevs av Druce 1895. Lampides limes ingår i släktet Lampides och familjen juvelvingar. Inga underarter finns listade i Catalogue of Life.

## Bildgalleri

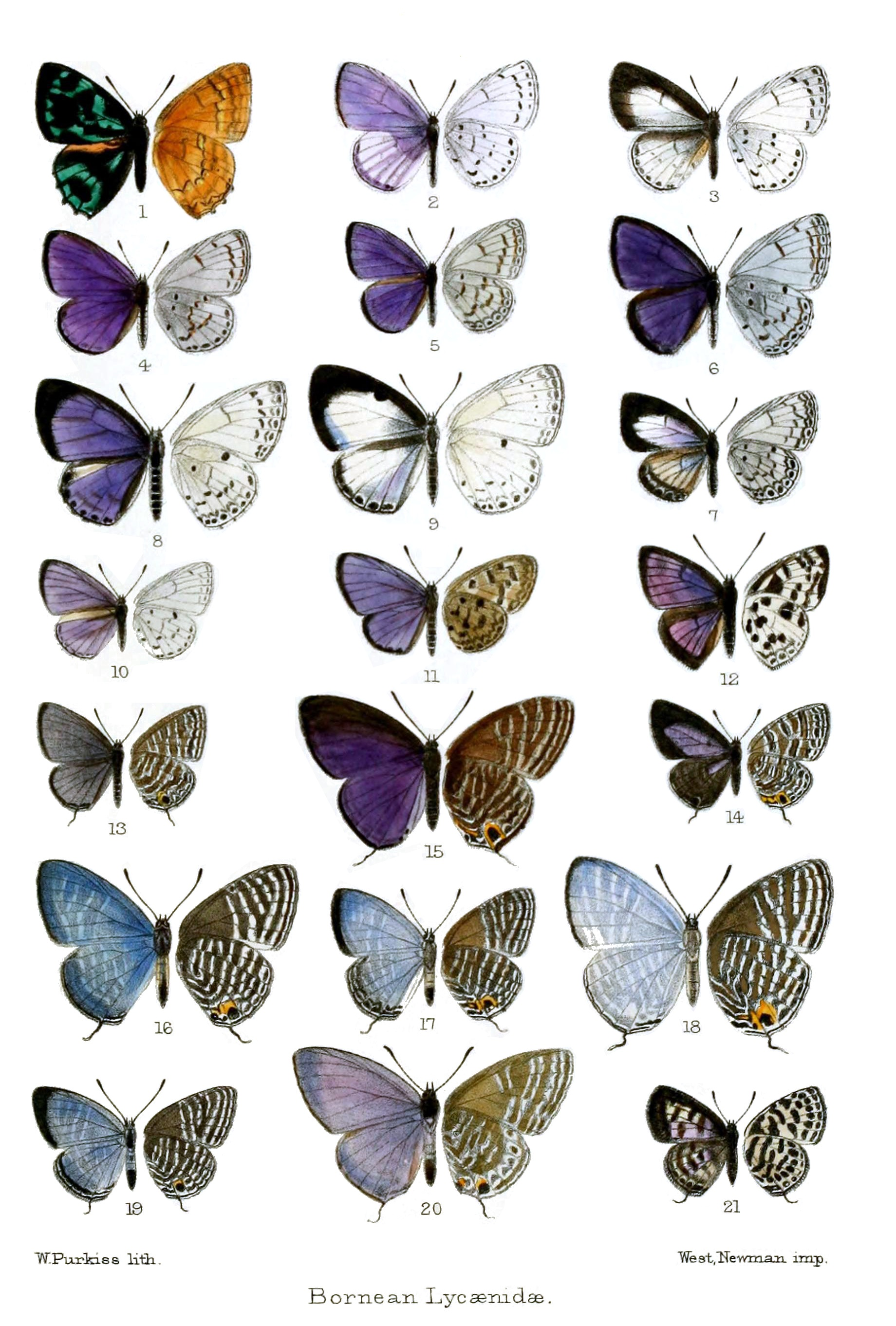
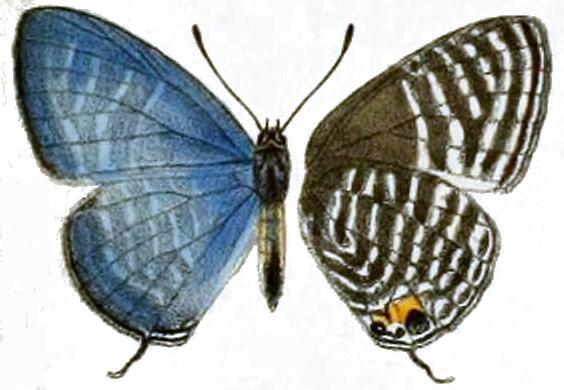